# Museo Leslie-Lohman
El Museo Leslie Lohman, también conocido como el Museo de Arte Gay y Lésbico Leslie-Lohman (en inglés Leslie-Lohman Museum or Leslie-Lohman Museum of Gay and Lesbian Art), dirigido por la Fundación Leslie-Lohman, es un museo de arte contemporáneo situado en el distrito del SoHo de la ciudad de Nueva York que colecciona, conserva y expone arte creado por artistas LGBTQ o sobre temas, asuntos y personas LGBTQ. 
El cantante Jimmy otorgó al museo su corona de Versace utilizada en el marcha WorldPride 2019 realizada en Nueva York como donación para ayudar al museo. El museo ofrece exposiciones durante todo el año en diversos lugares y posee más de 22.000 objetos, incluyendo cuadros, dibujos, fotografías, grabados y esculturas. Está reconocido como uno de los espacios de arte más antiguos dedicados a la colección y preservación de arte gay. En mayo de 2001, la fundación recibió el estatus de Museo por el New York State Board of Regents. El museo es miembro de la American Alliance of Museums y funciona según sus directrices.
El Museo mantiene una colección permanente en la que se han expuesto más de mil trescientas obras. La colección permanente incluye obras de una serie de artistas y activistas de la diversidad sexual conocidos internacionalmente como Berenice Abbott, David Hockney, Ingo Swann, Catherine Opie, Andy Warhol, Abel Azcona, Tom of Finland, Delmas Howe, Jean Cocteau, David Wojnarowicz, Robert Mapplethorpe, George Platt Lynes, Horst, Duncan Grant, James Bidgood, Duane Michals, Charles Demuth, Don Bachardy, Attila Richard Lukacs, Jim French, Del LaGrace Volcano, Paul Thek, Peter Hujar, Arthur Tress, Jimmy y Donatella Versace y muchos otros.

## Misión
To exhibit and preserve art that speaks directly to the many aspects of the LGBTQ experience, and foster the artists who create it. We embrace the rich creative history of this community by educating, informing, inspiring, entertaining, and challenging all who enter our doors.
Exponer y preservar arte que habla directamente a los muchos aspectos de la experiencia LGBTQ y promover a los artistas que lo crean. Abarcamos la rica historia creativa de esta comunidad, educando, informando, inspirando, entreteniendo y retando a todo aquel que entra por nuestra puerta.
Museo Leslie Lohman de arte gay y lésbico

## Historia
La Leslie-Lohman Gay Art Foundation («Fundación Leslie-Lohman de arte gay») fue fundada por J. Frederic Fritz Lohman y Charles W. Leslie. Ambos hombres habían coleccionado arte durante algunos años y montaron su primera exposición de arte gay en su ático en Prince Street, en Nueva York, en 1969. Abrieron una galería de arte comercial poco después, pero el negocio cerró a principios de la década de 1980 con la llegada de la pandemia del sida.
En 1987 Lohman y Leslie solicitaron el reconocimiento de organización sin afán de lucro, como precursor al establecimiento de una fundación para preservar su colección de arte gay y continuar sus esfuerzos para exponerla. La agencia tributaria de EE. UU. se molestó con la palabra «gay» en el título de la fundación y retuvo la petición durante varios años. La fundación consiguió el estatus de «sin afán de lucro» en 1990.
La primera sede de la Fundación Leslie-Lohman de arte gay fue un sótano en el número 127B de la calle Prince, en Nueva York. En 2006 la fundación se trasladó a un bajo en el número 26 de la calle Wooster, en el SoHo.

## Actividades
El museo ofrece varios programas permanentes, incluyendo el mantenimiento de sus colecciones permanentes y de estudio, de 6 a 8 exposiciones anuales en la galería de la calle Wooster, de 4 a 6 exposiciones en la galería de escaparates de la calle Wooster y múltiples exposiciones de fin de semana y cursillos de dibujo en el local de la calle Prince, en el número 127b, en el SoHo. Las exposiciones del museo son organizadas por curadores que presentan sus propuestas, que luego son aceptadas por el director del museo y el comité de exposiciones.
Además, el museo ofrece durante todo el año un programa educativo que incluye charlas, clases (Slava Mogutin, Duane Michals, Catherine Opie, Jonathan David Katz, etc.), muestra de películas y firmas de libros. El museo también publica The Archive, que envía a sus miembros, en la que se informa sobre la colección propia, nuevas adquisiciones, actividades e incluye artículos sobre artistas y exposiciones. También posee una biblioteca con más de 2500 libros sobre arte gay y mantiene fichas sobre más de 2000 artistas individuales.
El museo ha comenzado a hacer viajar sus exposiciones, como la de Sascha Schneider de 2013, que viajó al Schwules Museum de Berlín. La exposición Classical Nude: The Making of Queer History («El desnudo clásico: la creación de la historia queer») pudo ser disfrutada previamente en la galería del ONE National Gay & Lesbian Archives, en West Hollywood, en el verano de 2014.  Los objetos de arte de la colección del museo están disponibles para préstamo a organizaciones artísticas y en los últimos años han tomado en préstamo obras de otras instituciones, incluyendo la Biblioteca del Congreso de Estados Unidos, el Instituto Smithsoniano, la Biblioteca Pública de Nueva York, el Museo Andy Warhol y otras organizaciones